# Tragèdia
Tragèdia en termes generals es refereix a una obra literària usualment teatral que té un final desesperat o trist que el diferència així del drama en el qual el desenllaç pot ser feliç. L'origen cultural de la tragèdia es troba en la Grècia antiga en els cants i danses ditiràmbics en honor del déu Dionís.

## Característiques
Els elements de la tragèdia clàssica inclouen personatges elevats (herois, nobles) que s'enfronten al destí, sovint acompanyats o perjudicats d'éssers sobrenaturals, sense èxit, ja que el final infeliç o les pèrdues personals mostren la duresa de l'existència i la impossibilitat d'escapar d'allò ja escrit. L'espectador és purgat mitjançant la catarsi ja que s'identifica amb la trama i el patiment dels personatges i pot aplicar l'ensenyament a la seva vida real. Aquest conflicte interior té components ètics de temes cabdals (deure i virtut, sentit de la vida, relacions humanes), a diferència de la comèdia que tendeix als temes més lleugers. Per coherència amb aquesta profunditat, moltes tragèdies tendeixen a fer ús de recursos literaris com la hipèrbole, les al·legories i els diàlegs interns, així com interposició de sentències filosòfiques o cites que entronquen el dilema del protagonista amb la tradició. L'estil general és solemne i la mort apareix sovint com l'única solució possible.

## La tragèdia grega
Els principals autors de tragèdies van ser Sòfocles, Eurípides i Èsquil. Nietzsche va estudiar la tragèdia àtica i va interpretar que l'origen de la tragèdia grega estava en la confrontació entre la part apol·línia i la dionisíaca de la cultura i antítesi del racionalisme socràtic. Actualment alguns estudiosos, com Giorgio Colli en la seva obra El naixement de la filosofia, discrepen d'aquesta interpretació.

## Renaixença de la tragèdia durant els seglesxviixvii

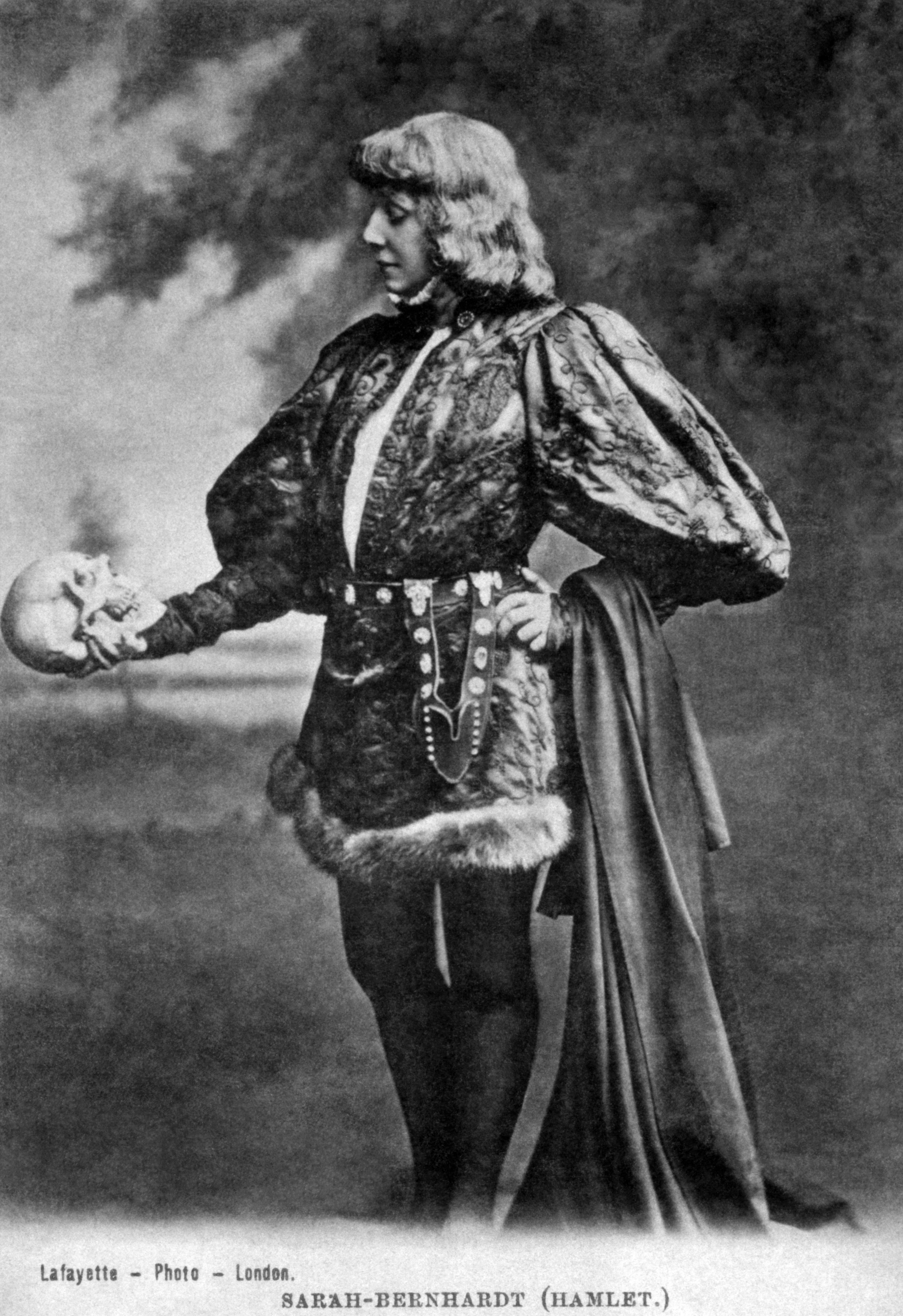
Sarah Bernhardt en una representació de Hamlet (1899).

L'humanisme amb la seva política de traduccions dels clàssics grecollatins va desvetllar l'interès per la tragèdia. William Shakespeare va tenir molt d'èxit amb una successió d'obres teatrals d'aquest gènere com:
- Antoni i Cleòpatra
- Coriolanus
- Hamlet
- Juli Cèsar
- El rei Lear
- Macbeth
- Otel·lo
- Romeo i Julieta
- Timó d'Atenes
- Titus Andrònic

Christopher Marlowe, l'altre gran dramaturg del període isabelí, va escriure també notables tragèdies com ara: 
- Tragèdia del Dr. Faust
- Tamburlaine

De Pedro Calderón de la Barca, Tirso de Molina i Lope de Vega, autors de llengua castellana més influents d'aquests segles, van ser traduïdes diverses obres al francès que serviren de model a Pierre Corneille en obres com Le Cid i Medée Jean Racine es va inspirar directament en els autors clàssics.

## Tragèdia moderna
Trencant els convencionalismes dictats per Aristòtil en la seva Poètica, segons els quals la tragèdia ha d'ésser protagonitzada per un gran home (un aristòcrata o una persona de posició elevada o important), en la literatura moderna hi ha la tragèdia en la vida quotidiana com en el cas de l'assaig d'Arthur Miller Tragedy and the Common Man ("La tragèdia i l'home comú" o en la peça del dramaturg noruec Henrik Ibsen Casa de nines, considerats els iniciadors del paradigma tràgic contemporani. Les obres teatrals i d'altres formats artístics actuals testimonien aquest canvi.

## Tragèdia en el cinema
Malgrat la preponderància del final feliç, algunes pel·lícules s'han basat en el final tràgic amb gran èxit de públic. Per exemple: King Kong, Vertigo, Chinatown, Braveheart, Titanic i Gladiator.